# Represa de Campos Novos

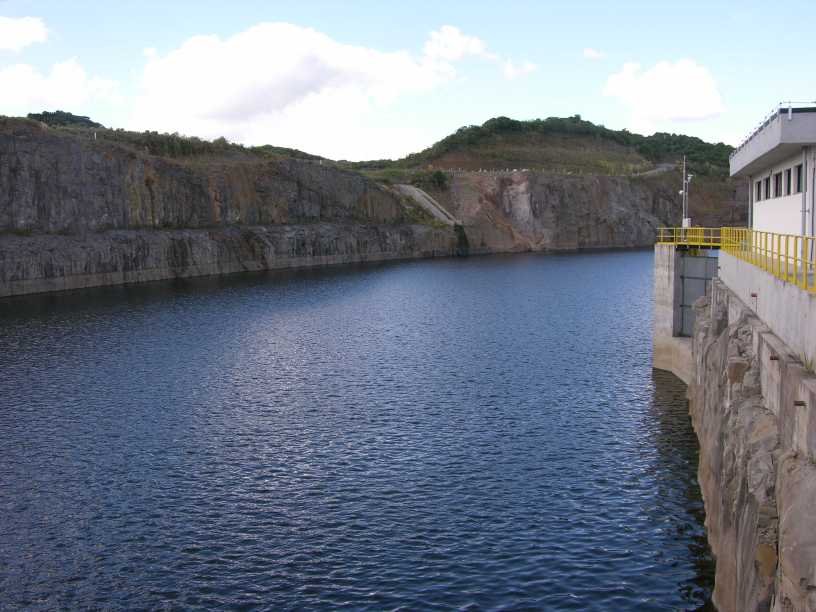
Presa de Campos Novos llena.

La represa de Campos Novos, es una central hidroeléctrica brasileña, ubicada sobre el río Canoas, 20 km aguas arriba de la confluencia de este con el río Pelotas, donde nace el río Uruguay. La presa está ubicada entre los municipios de Campos Novos y Celso Ramos, ambos en el estado de Santa Catarina.
Inaugurada 2007, la central posee una potencia total instalada de 880 MW, equivalente a 1/4 del total de la energía generada por todo el estado, repartida en 3 turbinas tipo Francis de 293,3 MW cada una. El embalse ocupa 25,9 km², tiene una cota de 651 m s. n. m. y está formado por un dique de 202 metros de altura y 592 metros de largo, lo que convierte a esta represa en la 3.ª con mayor altura en el mundo. 